# جان هربرت
جان هربرت (بالفرنسية: Jean Herbert)‏ هو مختص في علم الهنديات فرنسي، ولد في 27 يونيو 1897 في باريس في فرنسا، وتوفي في 21 أغسطس 1980 في جنيف في سويسرا.